# Ron Livingston
Ronald Joseph "Ron" Livingston, född 5 juni 1967 i Cedar Rapids, Iowa, är en amerikansk skådespelare. 
Livingston filmdebuterade 1996 i filmen Du, var är brudarna?.
Han har efter det bland annat spelat i filmen Office Space och TV-serierna Band of Brothers, Standoff, Advokaterna och Sex and the city.
Livingston har också spelat patient i tv-serien House M.D. (säsong 2 avsnitt 4), han är en läkare i Afrika som jobbar uteslutande med att bota tuberkulos.
Sedan 2009 är han gift med skådespelaren Rosemarie DeWitt.

## Filmografi, (i urval)
- 1992 – Ärligt talat
- 1995 – The Low Life
- 1996 – Du, var är brudarna?
- 1997 – The Small Hours
- 1997 – Campfire Tales
- 1999 – Dill Scallion
- 1999 – Office Space
- 1999 – Maktens män
- 1999 – Two Ninas
- 1999 – Body Shots
- 2000 – Beat
- 2000 – A Rumor of Angels
- 2001 – Band of Brothers (TV-serie)
- 2002–2003 – Sex & the City (TV-serie)
- 2002 – Bying the Cow
- 2002 – Adaption.
- 2003 – The Cooler
- 2004 – Winter Solstice
- 2004 – Alla hans ex
- 2005 – The Life Coach
- 2005 – Pretty Persuasion
- 2005 – Family Guy Presents Stewie Griffin: The Untold Story
- 2006 – Släkten är bäst
- 2006 – Holly
- 2007 – Music Within
- 2008 – McCartney's Genes
- 2008 – American Crude
- 2009 – Tidsresenärens hustru
- 2010 – Dinner for Schmucks
- 2010 – Going the Distance
- 2010 – Halo: Reach (röst i TV-spel)
- 2011 – Queens of Country
- 2011 – Leave
- 2011 – Ten Year
- 2012 – Timothy Greens märkliga liv
- 2012 – Game Change
- 2013 – Touchy Feely
- 2013 – Drinking Buddies
- 2013 – Parkland
- 2013 – The Conjuring
- 2013 – Boardwalk Empire (TV-serie)
- 2014 – Fort Bliss
- 2015 – Ett päron till farsa: Nästa generation
- 2016 – The 5th Wave
- 2023 – The Flash